# 인디아 아이슬리
인디아 아이슬리(India Eisley, 1993년 10월 29일 ~ )는 미국의 배우이다.

## 출연 작품
- 룩 어웨이 (2018) - 마리아 / 애럼 역